# Georg Krug (Politiker, 1906)
Georg Krug (* 6. August 1906 in Altusried; † 2. Dezember 1989 ebenda) war ein deutscher Landwirt und Politiker (CSU). Krug war seit 1948 Bürgermeister von Altusried.

## Leben
Krug (römisch-katholisch) machte nach Besuch der landwirtschaftlichen Fachschule eine kaufmännische Ausbildung. Er bewirtschaftete mit seiner Frau Rosina (geb. Pinzger) und den acht Töchtern einen Hof in seinem Geburtsort Altusried.
1934 wurde er kaufmännischer Leiter der Molkerei Altusried.
1941/42 nahm er in der Wehrmacht am Zweiten Weltkrieg teil.

## Politische Laufbahn

### Partei
Krug war Mitbegründer der CSU Kempten und 1950 CSU-Kreisvorsitzender.

### Bürgermeister
Von 1948 bis 1972 war er Bürgermeister der Gemeinde Altusried.

### Kreistag
Er war langjähriges Mitglied des Kreistages von Landkreis Kempten (Allgäu) und CSU-Fraktionsvorsitzender (mind. 1952–57).

### Deutscher Bundestag
Von 1957 bis 1969 war Krug Mitglied des Deutschen Bundestags für den Wahlkreis Kempten.
Er war Mitglied in den Bundestags-Ausschüssen für Heimatvertriebene, Außenhandel, Wohnungswesen, Bau- und Bodenrecht, Kommunalpolitik und öffentliche Fürsorge, Kommunalpolitik und Sozialhilfe, Ernährung, Landwirtschaft und Forsten & Bundesvermögen.

### Verbände & Gremien
- Langjähriger Vorsitzender des Milchwirtschaftlichen Vereins Allgäu
- Langjähriger Vorsitzender der Süddeutschen Butter- und Käsebörse in Kempten
- Kreisvorsitzender der Fremdenverkehrsvereine im Kreis Kempten
- Mitglied mehrerer Allgäuer- und Bayerischer Wirtschaftsorganisationen, z. T. in leitender Stellung
- Vorsitzender Raiffeisenbank (u. a. 1956/57)

## Auszeichnungen
- 1962: Bayerischer Verdienstorden
- Die Stadt Kempten (Allgäu) ehrte Georg Krug durch die Benennung einer Straße im Nordosten Kemptens nach ihm.